# Vihtajärvi (sjö i Finland, Norra Savolax)
Vihtajärvi är en sjö i Finland. Den ligger i kommunen Kaavi i landskapet Norra Savolax, i den centrala delen av landet, 400 km nordost om huvudstaden Helsingfors. Vihtajärvi ligger 102,4 meter över havet. Den är 11,58 meter djup. Arean är 1,58 kvadratkilometer och strandlinjen är 16,15 kilometer lång. Sjön  ingår i Vuoksens huvudavrinningsområde. 
Vihtajärvi är vid älven Vaikkojoki.